# Festival Latinoamericano de Instalación de Software Libre 2017
El Festival Latinoamericano de Instalación de Software Libre 2017 (FLISoL 2017) es la decimotercera edición del mayor evento de difusión del Software libre que se realiza desde 2005 en diferentes países de manera simultánea.
Participan cerca de 300 ciudades en 18 países de Latinoamérica más España, constituyendo el festival de instalación más grande del mundo.
Está dedicado para personas interesadas en conocer más acerca del software y la cultura libre. Para ello, dependiendo de cada sede, se organizan charlas, talleres, estands y otras actividades para que los asistentes entren en contacto con el mundo del software libre, conozcan a otros usuarios, resuelvan dudas e interrogantes, intercambien opiniones y experiencias.
La asistencia al evento en las distintas sedes es libre y gratuita.

## Fechas de realización
En 2007 fue acordado que FLISoL se realizaría el cuarto sábado del mes de abril. En el año 2017 esa fecha corresponde al 22 de abril, por lo que es utilizada en la mayoría de las sedes. Sin embargo, por cuestiones logísticas, algunas sedes cambiaron la fecha establecida. En Brasil, por los feriados de Tiradentes y Pascua, muchas sedes optaron por celebrar el evento el 8 de abril.

## Países que lo realizan
- Argentina, que por primera vez alcanzó las 50 sedes.[6][7]

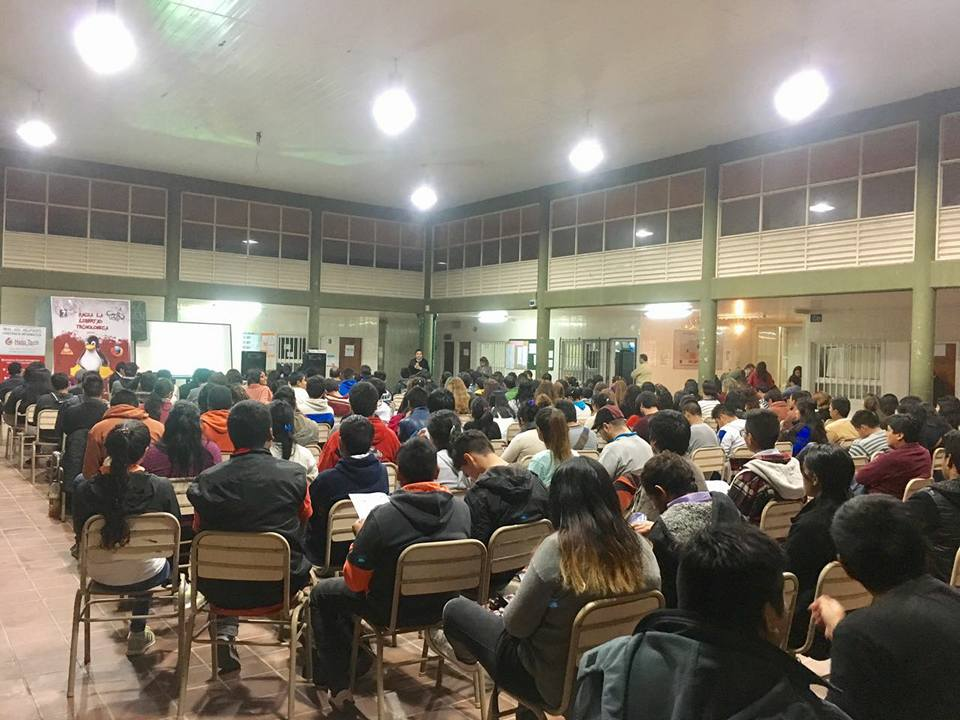
Sede itinerante organizada por el Profesor Rodrigo Gastón Manresa en la Extensión Aúlica del Instituto Superior 6001 "General Manuel Belgrano" - Salta - Argentina.

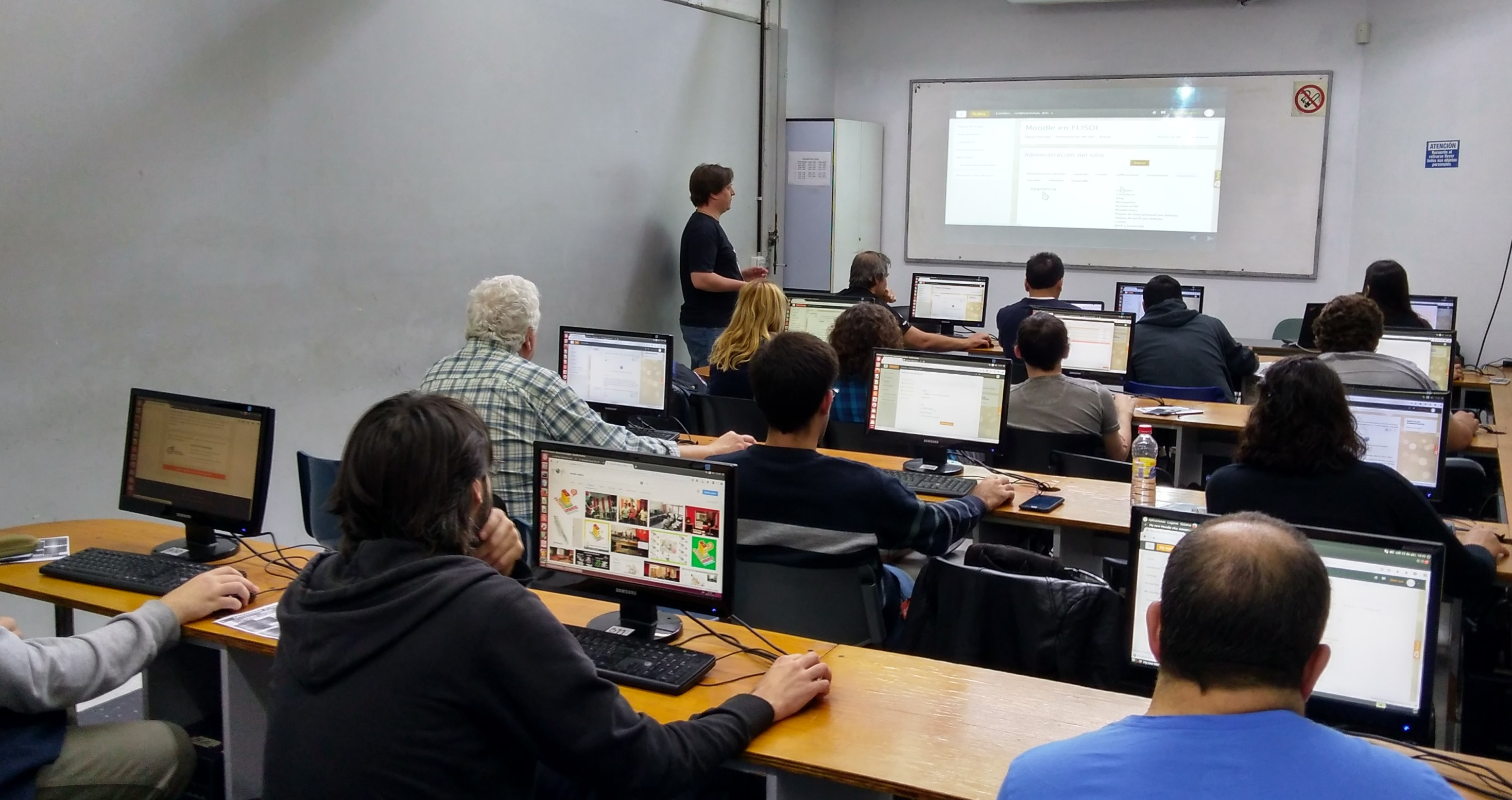
Taller de uso de Moodle en FLISoL CABA (INSPT-UTN)

Ciudad Autónoma de Buenos Aires: se realizó un Pre-evento en la Facultad de Ingeniería (Universidad de Buenos Aires) el día 21 donde hubo 4 charlas así como el día 22 en el Instituto Nacional Superior del Profesorado Técnico de la Universidad Tecnológica Nacional se realizó el evento propiamente con un cronograma de un total en su conjunto de 30 eventos, talleres y actividades.
- Bolivia[10]
- Brasil[11]
- Chile[12]
- Colombia[13]
- Costa Rica[14]
- Cuba[15]
- Ecuador[16]
- El Salvador[17]
- España[18]
- Guatemala[19]
- Honduras[20]
- México[21]
- Nicaragua[22]
- Panamá[23]
- Paraguay[24]
- Perú[25]
- Uruguay[26]
- Venezuela[27]